# Lotswesen auf der Jade
Die Geschichte des Lotswesens auf der Jade beginnt im frühen 18. Jahrhundert. Es wurde zunächst im Auftrag der oldenburgischen Fürsten durch kleine, lokal zuständige Lotsenbrüderschaften durchgeführt. Im Zuge der Errichtung des Marinestützpunktes Wilhelmshaven wurde die Preußische Marine – später Kaiserliche Marine – für das Lotswesen zuständig. Somit wurde das Lotswesen auf der Jade bis in die 1920er-Jahre durch das Militär gewährleistet. Heutzutage ist dafür die Lotsenbrüderschaft Weser II/Jade zuständig.

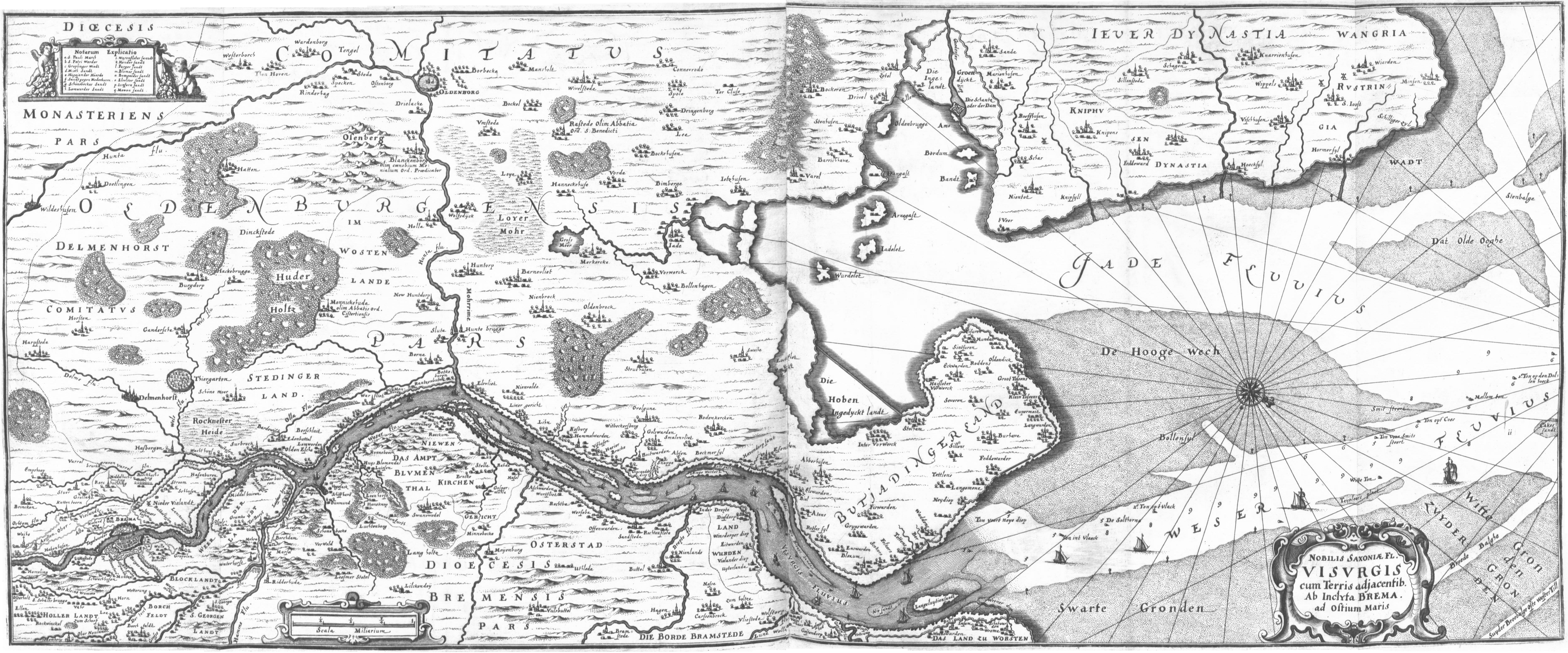
Die Jade um 1650

## Das frühe Lotswesen auf der Jade

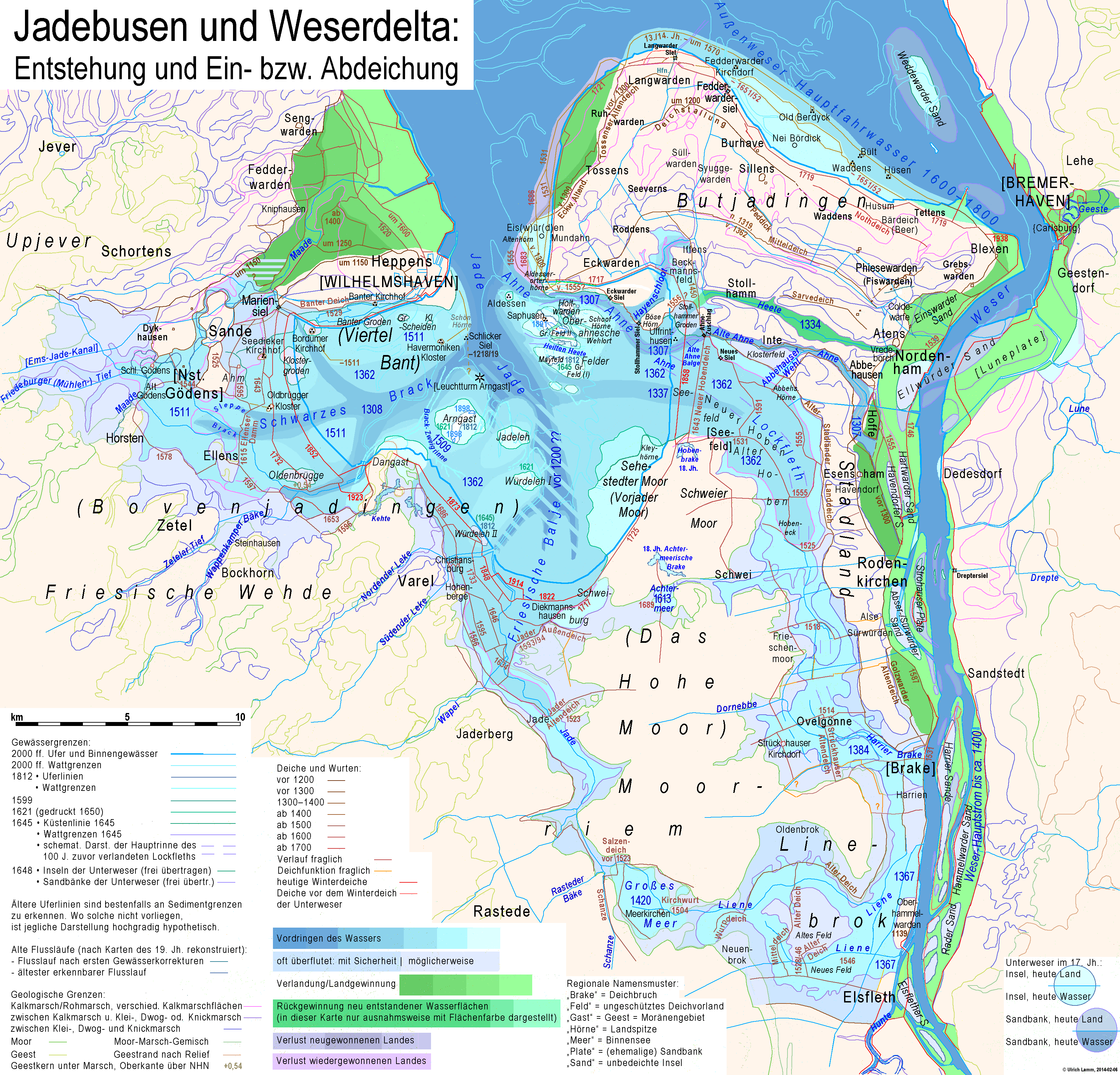
Butjadingen und Jade, frühe Neuzeit

Die Geschichte des Lotswesens auf der Jade und den davor gelegenen Seegebieten geht auf die erste Hälfte des 18. Jahrhunderts zurück und ist stark mit der Geschichte des Lotswesens auf der Weser verwoben. Im Jahr 1761 erhielten Lotsen aus Tettens vom dänischen Statthalter in Oldenburg das Privileg für Lotsungen in den oldenburgischen Seegebieten. Für dieses Privileg erklärten sie sich bereit, zehn Prozent ihres Entgeltes an den Landesherren abzuführen. Zunächst trugen die Lotsen, die im Auftrag der oldenburgischen Fürsten tätig waren, als Kennzeichen lediglich ein Abzeichen zum Ausweis ihrer Zuständigkeit (Prägung: „Gr:Herz:Oldenb:Lootse“). Im Jahr 1794 wurden sie dann einheitlich uniformiert mit einem blauen Mantel mit roten Aufschlägen und goldenen Knöpfen.
Um die Jahrhundertwende existierten drei oldenburgische Lotsenbrüderschaften. Für die Lotsungen auf der Weser war ab 1802 die Fedderwarder-Burhaver-Tettenser Lotsgesellschaft zuständig. Lotsen, die zuvor in Tettens stationiert waren, aber wegen besserem Fahrwasser vor Wursten nach Blexen übersiedelten, gründeten dort die Blexer Lotsenbrüderschaft, der die Lotsungen auf der Jade oblagen. Das hierfür durch die Schiffseigner und -kapitäne zu entrichtende Lotsgeld wurde in der Oldenburgischen Lotsenordnung vom 15. August 1803 festgelegt. Vom oldenburgischen Oberlotsen und Kartographen C. A. Behrends ist aus dieser Zeit zudem eine ausgezeichnete, detaillierte Karte der Jade überliefert. Während der napoleonischen Kriege kam dem Lotswesen auf der Jade kurzzeitig eine besondere Bedeutung zu, denn die Waren der Bremer Kaufleute wurden über die Jadehäfen umgeschlagen, wenn englische Flotten die Weser blockierten, was zwischen 1789 und 1806 mehrmals geschah.

## Jadelotsen im 19. Jahrhundert
Im Jahre 1803 ordnete eine neue Lotsverordnung die Weserlotsen in zwei Gesellschaften: die Fedderwarder Lotsen auf der Halbinsel Butjadingen, die das Privileg für die Lotsungen auf der Jade erhielten, und die Blexener Lotsen, die für die Weser zuständig waren. Unter Leitung ihres Oberlotsen, Kapitän Boye Andresen, legten die Fedderwarder Lotsen im Folgenden zur Kennzeichnung des Fahrwassers auf der Jade Tonnen aus und errichteten Baken. Gleichzeitig wurde in Eckwarden ein Kai errichtet und mehrere Fedderwarder Lotsen verlegten ihren Wohnsitz dorthin. In diesem Jahr wurden die Jadehäfen von 50 Seeschiffen angelaufen, die nunmehr ein durch Oldenburg erhobenes „Tonnengeld“ zu entrichten hatten. Im Folgejahr liefen 135 Seeschiffe die Jade an, eine Anzahl, die sich in den weiteren Jahren stetig steigerte. Als das Fahrwasser vor Fedderwardersiel in der zweiten Hälfte des 19. Jahrhunderts langsam versandete, siedelten die Fedderwarder Lotsen von dort nach Blexen über. Dort konkurrierten die oldenburgischen Lotsen von nun an mit den Bremer Lotsen um das Geschäft auf der Weser. Auf der Jade hatten sich die Verhältnisse inzwischen sukzessive durch die preußischen Investitionen in einen neuen Marinestützpunkt geändert.

## Marinelotsen

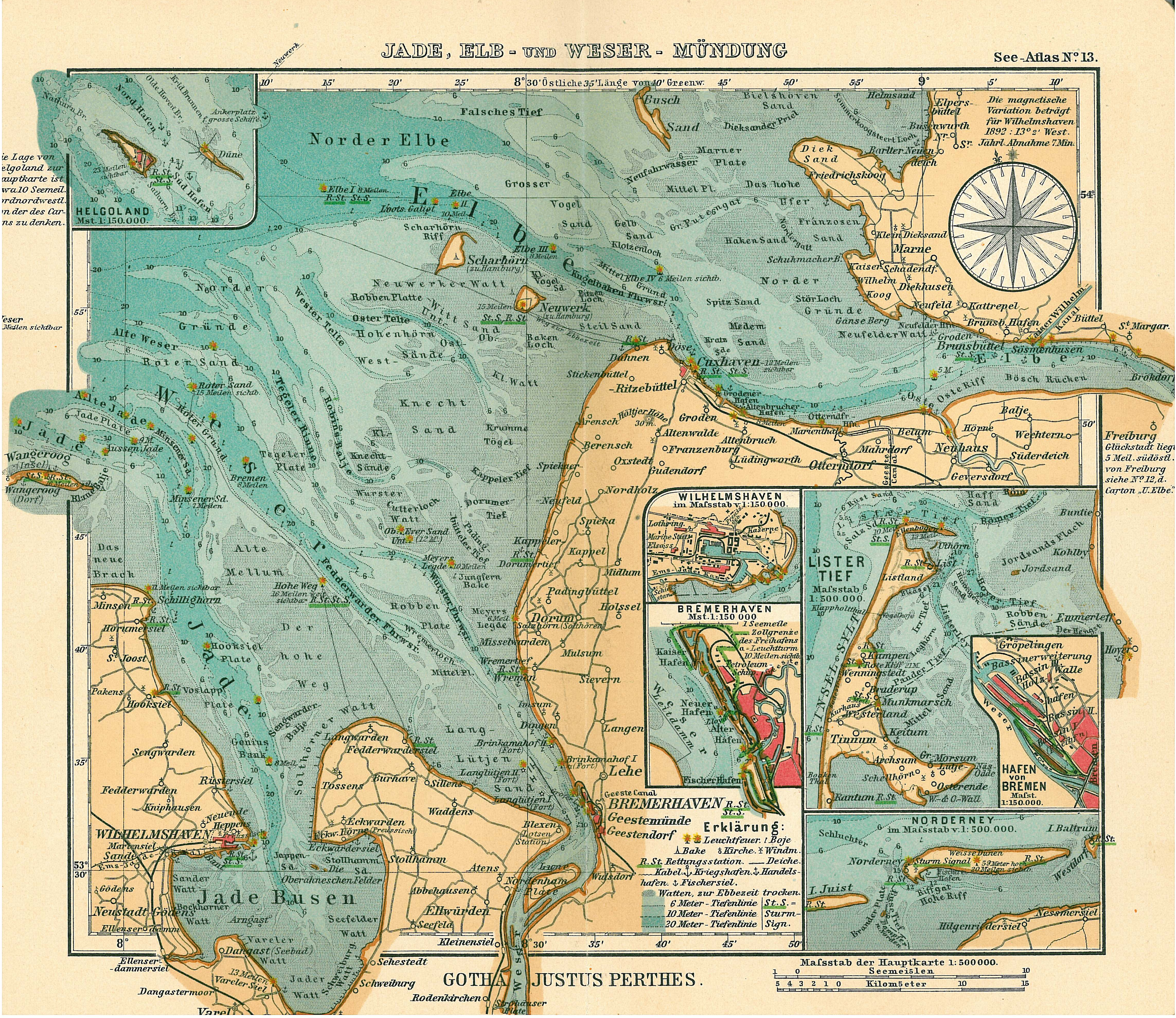
Jade und Elb- sowie Wesermündung (Karte von 1906)

Mit dem Erwerb eines großen Areals am westlichen Jadeufer durch Preußen im Rahmen des Jade-Vertrags und der anschließenden Gründung Wilhelmshavens, ging die Verantwortlichkeit für wesentliche Teile des Lotswesens auf der Jade in den Dienstbereich der Marine über. Die Königlich Preußische Barsemeisterei legte zwischen 1855 und 1862 mehrere Fahrwassertonnen in der Jade aus. Eine Marinekarte von 1858 weist dementsprechend dreißig solcher Signaltonnen aus. Das im Jahr 1862 gegründete Königlich Preußische Lotsenkommando an der Jade wurde im Zuge der Krönung des preußischen Königs zum Kaiser Wilhelm I. im Jahr 1871 in Kaiserliches Lotsenkommando an der Jade umbenannt. Die Jadelotsen unterstanden der Marinestation der Nordsee und waren für Lotsungen der Marineschiffe auf der Jade und in der Deutschen Bucht sowie für die Instandhaltung und Ausweitung der Signaltonnen und die Vermessung des Seegebietes zuständig. Im Laufe der Jahre wurde das Lotsrevier des Kaiserlichen Lotsenkommandos an der Jade stetig ausgeweitet, bis es neben den Lotsungen sämtlichen Schiffsverkehrs auf der Jade,  schließlich auch die Lotsungen von Marineschiffen bis Helgoland sowie auf der Elbe bis hinauf nach Hamburg und auf der Weser bis nach Nordenham beinhaltete. Nach Fertigstellung des Kaiser-Wilhelm-Kanals wurden für den Fall einer nun möglichen raschen Verlegung der Seestreitkräfte in die Ostsee sogenannte Jadehilfslotsen ausgebildet. Hierfür wurden die auf den Nordseerevieren tätigen Lotsen angesprochen und – zunächst auf freiwilliger Basis, später verpflichtend – in einem zehnwöchigen Lehrgang angelernt. Die Jadehilfslotsen wurden bei Ausbruch des Ersten Weltkrieges eingezogen. Im Laufe des Krieges wurde die Behörde 1917 in Marinelotsenkommando umbenannt und die Jadelotsen nun offiziell als „Marinelotsen“ bezeichnet. Nach Kriegsende wurde die Behörde bis 1920 stark verkleinert. Bereits im Vorjahr hatte sich der Lotsenverein Wilhelmshaven gegründet, der zu einem Gründungsmitglied des Deutschen Lotsenbundes wurde.

## Lotswesen auf der Jade heute
Der Schiffsverkehr auf der Jade kam nach Kriegsende im Wesentlichen zum Erliegen. Die Anlagen der Kriegsmarine wurden in Folge der Entscheidungen der Außenministerkonferenz in Moskau am 6. Januar 1946 zwischen 1947 und 1949 abgebrochen und das Kommando der Marinelotsen wurde aufgelöst. Mit der Verabschiedung des Seelotsgesetzes im Jahre 1954 entstanden die beiden Lotsenbrüderschaften der Weserlotsen, die Lotsenbrüderschaft Weser I und die Lotsenbrüderschaft Weser II. Im Jahr 1958 beauftragte Hans Christoph Seebohm, der damalige Bundesminister für Verkehr die Lotsenbrüderschaft Weser II mit den Aufgaben des Lotswesens auf der Jade, seitdem heißt die Lotsenbrüderschaft Lotsenbrüderschaft Weser II/Jade.